# Mambijai
Mambijai is een eiland in de Boven-Surinamerivier. Het ligt tegen de linkeroever met op de rechteroever het dorp Pingpe.
Op verzoek van de kapitein en de vrouwenorganisatie van Pingpe, bouwde Kenpris (Chapeau) Siesa hier een vakantieoord om de werkgelegenheid van het dorp te verbeteren, vanwege zijn ervaring bij een touroperator. Hij bouwde een kamp met vijf huisjes, een hangmatplek, sanitaire voorzieningen, een bar en een gezamenlijke eetruimte met de naam Jungle Resort Pingpe. De inkomsten worden voor een deel geïnvesteerd in het dorp.